# William H. Clifford
Pour les articles homonymes, voir William Clifford (homonymie) et Clifford.
William H. Clifford né Clifford Williams en 1874 à San Francisco (Californie) et mort le 9 octobre 1938 à Los Angeles, est un scénariste et réalisateur américain du cinéma muet.
Il est parfois crédité W. H. Clifford. Il a scénarisé 80 films et en a dirigé 11, notamment en collaboration régulière avec Thomas H. Ince.

## Filmographie partielle

### Comme scénariste
- 1913 : Granddad de Thomas H. Ince
- 1913 : Romance of Erin de Reginald Barker
- 1913 : When Lincoln Paid de Francis Ford
- 1913 : The Soul of the South de Thomas H. Ince
- 1913 : The Impostorde Burton L. King
- 1914 : Le Serment de Rio Jim (The Bargain) de Reginald Barker
- 1914 : La Colère des Dieux (The Wrath of the Gods) de Reginald Barker
- 1914 : A Military Judas de Thomas H. Ince et Jay Hunt
- 1914 : Yellow Flame de Charles Giblyn
- 1915 : The Cup of Life de Thomas H. Ince et Raymond B. West
- 1915 : The Scourge of the Desert de William S. Hart
- 1916 : The Eternal Grind de John B. O'Brien
- 1920 : L'Aveugle de Twin-Forth (The Sagebrusher) d'Edward Sloman
- 1920 : The Dwelling Place of Light de Jack Conway
- 1920 : Le Veau d'or (The Money-Changers) de Jack Conway

### Comme réalisateur
- 1911 : In the Sultan's Garden (coréalisation de Thomas H. Ince)
- 1914 : The Power of the Angelus (coréalisation de Thomas H. Ince)
- 1915 : A Confidence Game (coréalisation de Thomas H. Ince)
- 1915 : The Ruse (coréalisation de William S. Hart)